# Pascal Nouma
Pour les articles homonymes, voir Nouma.
Pascal Nouma est un footballeur (attaquant) franco-camerounais né le 6 janvier 1972 à Épinay-sur-Seine.

## Biographie

### Carrière de footballeur
Formé au PSG, il fait partie de l'équipe de France juniors B1 en 1988, aux côtés de Christophe Dugarry et des Nantais Reynald Pedros, Stéphane Ziani et Nicolas Ouédec. Il est prêté à Lille puis à Caen avant de revenir dans la capitale. Avec le PSG il remporte la Coupe de France et la Coupe de la Ligue en 1995 puis la Coupe des coupes l'année suivante. Il quitte alors le club pour Strasbourg où il remporte une nouvelle Coupe de la Ligue. Il est encore aujourd'hui le dernier joueur à avoir marqué un quadruplé pour le club alsacien en première division, le 26 avril 1997 contre Montpellier. 
En 1998 il rejoint le RC Lens et ajoute une nouvelle Coupe de la Ligue à son palmarès.
Après deux saisons passées au RC Lens, il s'en va vivre sa première expérience à l'étranger et s'engage avec le Beşiktaş JK lors de l'été 2000. Le club dépense quatre millions d'euros pour s'attacher ses services. Il réussit ses débuts en Turquie en marquant dix buts lors de ses douze premiers matchs. Il réalise finalement la meilleure saison de sa carrière en inscrivant vingt-deux buts en trente-trois matchs toutes compétitions confondues. Cependant, ses bonnes performances sont entachées par un comportement problématique sur et en dehors de terrain. En effet, lors d'un match de Ligue des champions contre Leeds United FC il met une gifle à Danny Mills et se voit être suspendu quatre matchs. Puis en boîte de nuit, il se bat avec des paparazzis et termine sa soirée au poste de police où il frappe son compagnon de cellule. Il quitte finalement le club le 6 septembre 2001 pour s'engager avec l'Olympique de Marseille.
Il rentre en France après avoir signé à l'OM. Il retourne finalement au Beşiktaş en 2002. Il y est licencié en 2003 par ses dirigeants après avoir simulé une masturbation à la suite d'un but marqué. 
Il évolue ensuite au Qatar et en Écosse avant de mettre un terme à sa carrière en 2006.

### Carrière au cinéma et à la télévision
Il fait en 2006 une apparition dans le film turc Dünyayı Kurtaran Adam'in Oğlu (en français Le fils de l'homme qui sauva le monde, plus connu sous le nom de Turkish Star Wars 2).
Fort de sa notoriété en Turquie, il participe à l'automne 2010 à l'émission Dancing With the Stars, d'où il repart finaliste.
En mai 2011, il participe avec d'autres célébrités à l'émission turque Survivor, l'équivalent local de Koh-Lanta, où il se distingue par une altercation violente avec un autre candidat, ce qui conduira à son éviction anticipée du jeu.
Le 31 décembre 2012, il apparaît dans un épisode spécial de l'émission O Ses Türkiye, version turque du concept The Voice, dont une partie est consacrée à une séquence d'auditions à l'aveugle avec des célébrités non chanteuses. Il chante Ya Rayah.

## Palmarès

### En club
- PSG :
  - Vainqueur de la Coupe d'Europe des vainqueurs de coupe en 1996.
  - Vainqueur de la Coupe de France en 1995.
  - Vainqueur de la Coupe de la Ligue en 1995.
  - Vainqueur du Trophée des champions en 1995.
  - Vice-champion de Ligue 1 en 1996.
- RC Strasbourg :
  - Vainqueur de la Coupe de la Ligue en 1997.
- RC Lens :
  - Vainqueur de la Coupe de la Ligue en 1999.
  - Finaliste du Trophée des champions en 1998.
- Beşiktaş Istanbul :
  - Champion de Süper Lig en 2003.

### En sélection
- France Espoirs
  - Finaliste du Tournoi Maurice Revello en 1991.